# Pinsà mec
El pinsà mec (Fringilla montifringilla) o pinsà mè com és conegut a les Balears, és un ocell menut passeriforme. La seva àrea de distribució abasta els boscos del nord d'Europa i d'Àsia. És un ocell migrador, hiverna al sud d'Europa, el nord d'Àfrica, nord del Pakistan, nord de l'Índia, Xina i Japó. Durant la migració passa per Alaska i arriba a l'oest dels Estats Units. Els boscos oberts de coníferes o faigs són favorables perquè criï. Fa el niu en arbres coberts amb molsa o líquens, pon de 4 a 9 ous. S'alimenta de llavors, però els pollets els alimenten d'insectes.

## Altres noms
Pinsà boig, boig, pinsà de muntanya, pinsà gavatx.

## Galeria

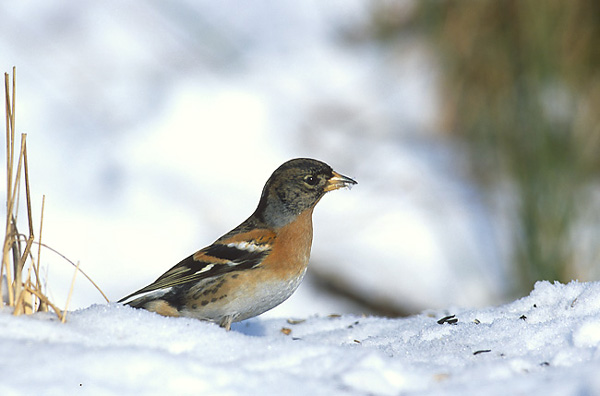
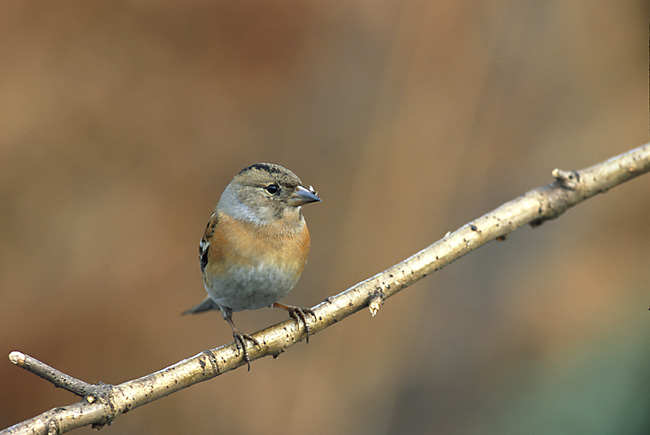
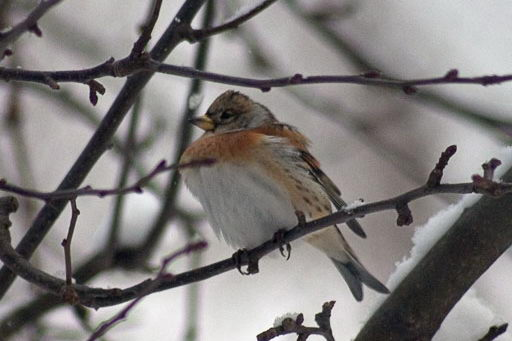

## rEFERÈNCIES
1. ↑  «Pinsà mec (Fringilla montifringilla)».   SIOC. [Consulta: 11 setembre 2021].
2. ↑   All the birds of the world.  Barcelona: Lynx, 2020, p. 756. ISBN 978-84-16728-37-4.
3. ↑  [enllaç sense format] https://publicacions.iec.cat/repository/pdf/00000301/00000094.pdf